# Donne-moi des ailes
Pour plus de détails, voir Fiche technique et Distribution.
Donne-moi des ailes est un film d'aventures français réalisé par Nicolas Vanier, sorti en 2019. Le film est inspiré par l'histoire vraie de Christian Moullec, l’homme qui vole avec les oiseaux, cygnes, grues, bernaches et oies,. Christian Moullec est le précurseur du vol en ULM avec les oiseaux en Europe, depuis 1995.
Nicolas Vanier a écrit un livre et une BD adaptés du film.
Il est présenté en avant-première au festival du film francophone d'Angoulême en 2019.

## Synopsis

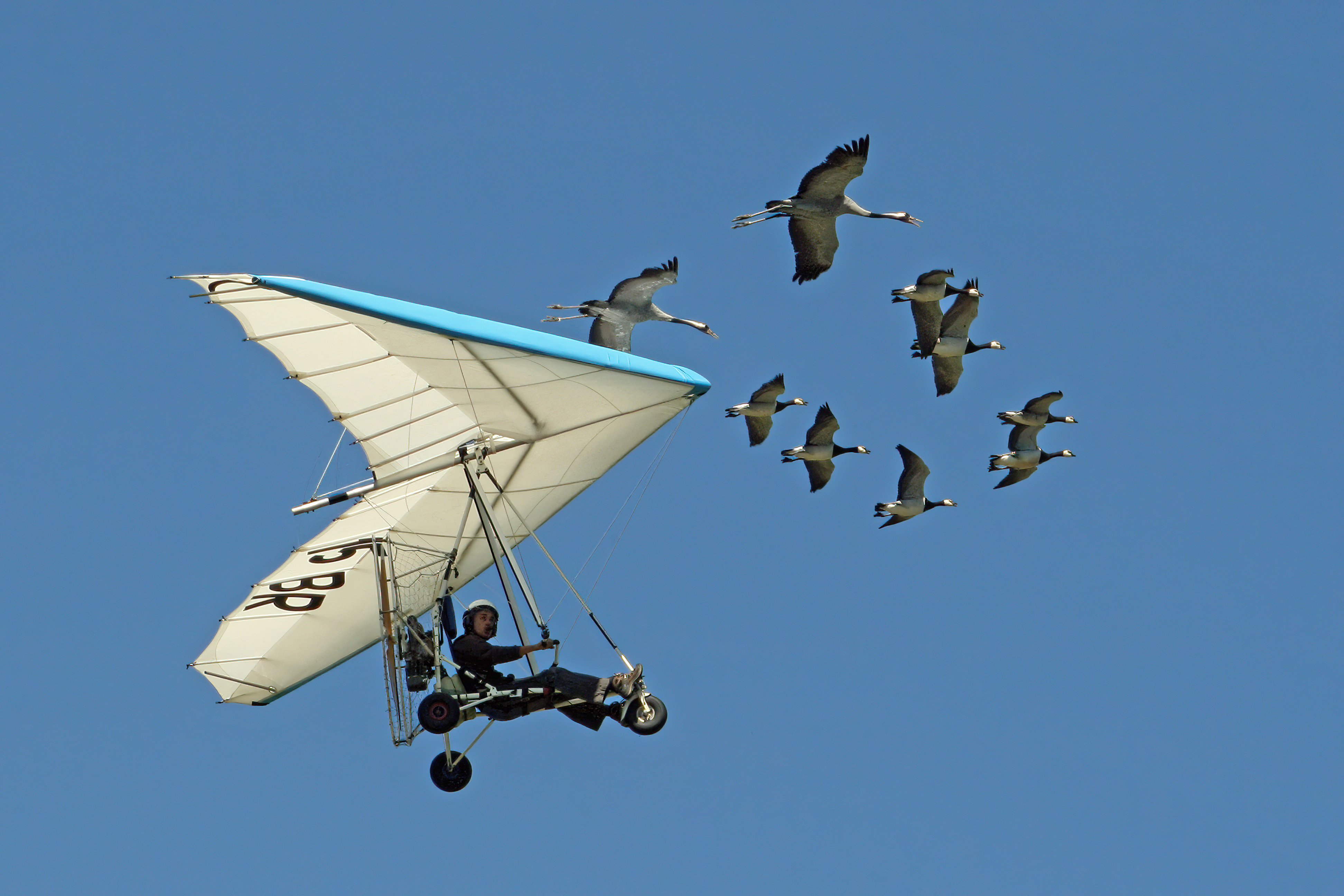
Christian Moullec, l'Ornithologue qui a inspiré le scénario du film.

Christian est un scientifique visionnaire, spécialiste des oies sauvages. Thomas, son fils de 14 ans, est obligé de passer des vacances avec son père, car sa mère ne peut pas le garder. Pour cet adolescent obnubilé par les jeux vidéo, ce séjour en pleine nature s'annonce comme un véritable cauchemar. Pourtant, il va se rapprocher de son père et adhérer à son projet fou : sauver des oies naines, une espèce d'oies en voie de disparition, en les guidant depuis son ULM afin de leur apprendre une nouvelle route migratoire moins dangereuse que celle qu'elles adoptent normalement. C'est le début d'un incroyable et périlleux voyage depuis la Norvège, leur lieu de nidification, vers le sud de la France.

## Fiche technique
Sauf indication contraire, les informations mentionnées dans cette section peuvent être confirmées par la base de données cinématographiques Unifrance,  présente dans la section « Liens externes ».
- Titre original : Donne-moi des ailes
- Titre international : Spread Your Wings
- Réalisation : Nicolas Vanier
- Scénario : Christian Moullec et Matthieu Petit
- Adaptation et dialogues : Lilou Fogli et Nicolas Vanier
- Musique : Armand Amar
- Décors : Sébastien Birchler
- Costumes : Adélaïde Gosselin
- Effets visuels numérique : Digital district (Paris)
- Photographie : Éric Guichard
- Son : Emmanuel Hachette
- Montage : Raphaële Urtin
- Production : Thierry Desmichelle, Rémi Jimene, Clément Miserez et Matthieu Warter
- Sociétés de production : Radar Films et SND Groupe M6 ; France 2 Cinéma (coproduction)
- Sociétés de distribution : SND Groupe M6 (France), Belga Films (Belgique), A-Z Films (Québec)
- Pays d’origine :  France
- Langue originale : français
- Format : couleur
- Genre : aventures
- Durée : 113 minutes[4]
- Dates de sortie :
  - France : 25 août 2019 (FFA 2019)[4] - 9 octobre 2019 (en salles)
  - Belgique : 23 octobre 2019

## Distribution
- Jean-Paul Rouve : Christian
- Louis Vazquez : Thomas
- Mélanie Doutey : Paola
- Lilou Fogli : Diane
- Frédéric Saurel : Bjorn
- Grégori Baquet : Julien
- Dominique Pinon : Pichon
- Philippe Magnan : Ménard
- Jean-Pierre Pernaut : lui-même
- Laurent Delahousse : lui-même

## Production
Le tournage a lieu en Camargue, notamment au Grau-du-Roi, début juin 2018. À la suite d'une polémique sur la perte de cinq cents œufs de flamants roses, causée par plusieurs passages à basse altitude d’un ULM au-dessus des salins d'Aigues-Mortes, et pour lequel une plainte contre X est déposée, il est repris en baie de Somme, dans des marais au bord de l’Oise, en Norvège en été et en Picardie durant l'hiver suivant.

### Condamnation pour dommages environnementaux
La société de production Radar films est jugée en mars 2025 pour l'affaire de destruction de cinq cent œufs de flamants roses lors d'un vol d'ULM  qui avaient effrayé les oiseaux migrateurs en pleine période de nidification sur un site Natura 2000. Plusieurs associations environnementales se portent alors partie civile, une peine allant de 80 000 € à 10 000 € est réclamée par le procureur,. Le réalisateur Nicolas Vanier, le pilote de l’ULM et le directeur de la photographie bénéficient d'un non lieu.
Le 11 avril 2025, le tribunal correctionnel de Nîmes condamne Radar Films à 50 000 € d’amende pour la « destruction non autorisée d’œufs ou de nids » d’une espèce protégée et à  2 000 € supplémentaires pour « perturbation volontaire et atteinte à la conservation » des flamants roses ainsi qu'à une publication du jugement dans la presse locale et les Cahiers du cinéma à ses frais. 

## Accueil
Avec 1 436 402 entrées, c'est le 35e film de l'année 2019 en termes d'affluence en France.